# Nadine Rosa-Rosso
Nadine Rosa-Rosso (3 april 1954) is een Belgisch auteur en voormalig marxistisch politica voor de PVDA-PTB.

## Levensloop
Rosa-Rosso studeerde aan de Université libre de Bruxelles (ULB), alwaar ze in 1975 afstudeerde als licentiate Romaanse filologie.
In 1999 werd ze aangesteld als algemeen secretaris van de PVDA. Ze was lijsttrekker bij de verkiezingen van 1999 voor de Kamer. Bij de verkiezingen van 2003 was ze lijstduwer voor de PTB-kieslijst van het Frans kiescollege voor de Senaat, ze behaalde 879 voorkeurstemmen. Na deze verkiezingen, waarin de partij in Vlaanderen opkwam in kartel met de Arabisch-Europese Liga (AEL) onder de naam RESIST en in Brussel onder de naam MARIA, werd ze opgevolgd als algemeen secretaris van de partij door Boudewijn Deckers. In 2004 werd ze uit de partij gezet.
Ze is de levenspartner van Luk Vervaet, die in de PVDA tot 2003 actief was als verantwoordelijke voor de kadervorming.